# Елізабет Седерстрем
Елізабет Седерстрем (швед. Elisabeth Anna Söderström, уроджена Olow; 7 травня 1927, Стокгольм — 20 листопада 2009) — шведська оперна співачка, сопрано.
Елізабет Седерстрем народилася в Стокгольмі в 1927 році в сім'ї музикантів. Її мати — російська співачка і піаністка Ганна Паласова — виїхала з Росії після революції 1917 року. Седерстрем почала виступати на оперній сцені в 1947 році і з 1949 року стала співати в Шведській королівській опері, гастролюючи в найбільших оперних театрах світу: в Ковент-Гардені, Віденській державній опері, Метрополітен Опера та інших. Співала в операх і ораторіях Монтеверді, Перголезі, Гретрі, Глюка, Моцарта, Бетховена, Гуно, Оффенбаха. Прославилася виконання провідних ролей в операх Штрауса (Кавалер троянди, Аріадна на Наксосі), Дебюссі («Пеллеас і Мелісанда»), Берга (Воццек), Хумпердінка (Гензель і Гретель), Яначека (Енуфа, Котить Кабанова, Засіб Макропулоса), Лігеті (Великий мертвіарх). Виступала з сольного виконання пісень і романсів Шуберта, Ліста, Малера, Сібеліуса, Мусоргського, Чайковського, Рахманінова, Бріттена, Прокофьева, Шостаковича та інших.
Крім видатних вокальних даних, Седерстрем високо цінували за її акторський талант; вважається, що найкраще Седерстрем вдавалися партії в операх Яначека і Чайковського. Крім того, співачка відома виконанням Сергія Рахманінова — в 1970-х роках вона записала три диски романсів цього композитора разом з Володимиром Ашкеназі.
Член Шведської королівської академії (1965).
У 1993—1996 очолювала Дротнінгхольмський придворний театр, в якому за півстоліттям до цього дебютувала.
Після відходу з сцени Седерстрем неодноразово входила до складу журі різних музичних фестивалів, зокрема фестивалю «Співак світу» 1989 року. Перемога на тому фестивалі принесла світову популярність російському баритону Дмитру Хворостовському.
Останній виступ Седерстрем відбувся в 1999 році, через декілька років після того, як співачка припинила співати на професійній сцені. На прохання Метрополітен Опера Седерстрем виконала партію графині в «Піковій дамі».
У 1978 видала спогади.
Співачка померла 20 листопада 2009 в результаті ускладнень від перенесеного за кілька років до того інсульту.